# Rodishain
Rodishain ist ein Ortsteil der Stadt Nordhausen im Landkreis Nordhausen in Thüringen.

## Lage

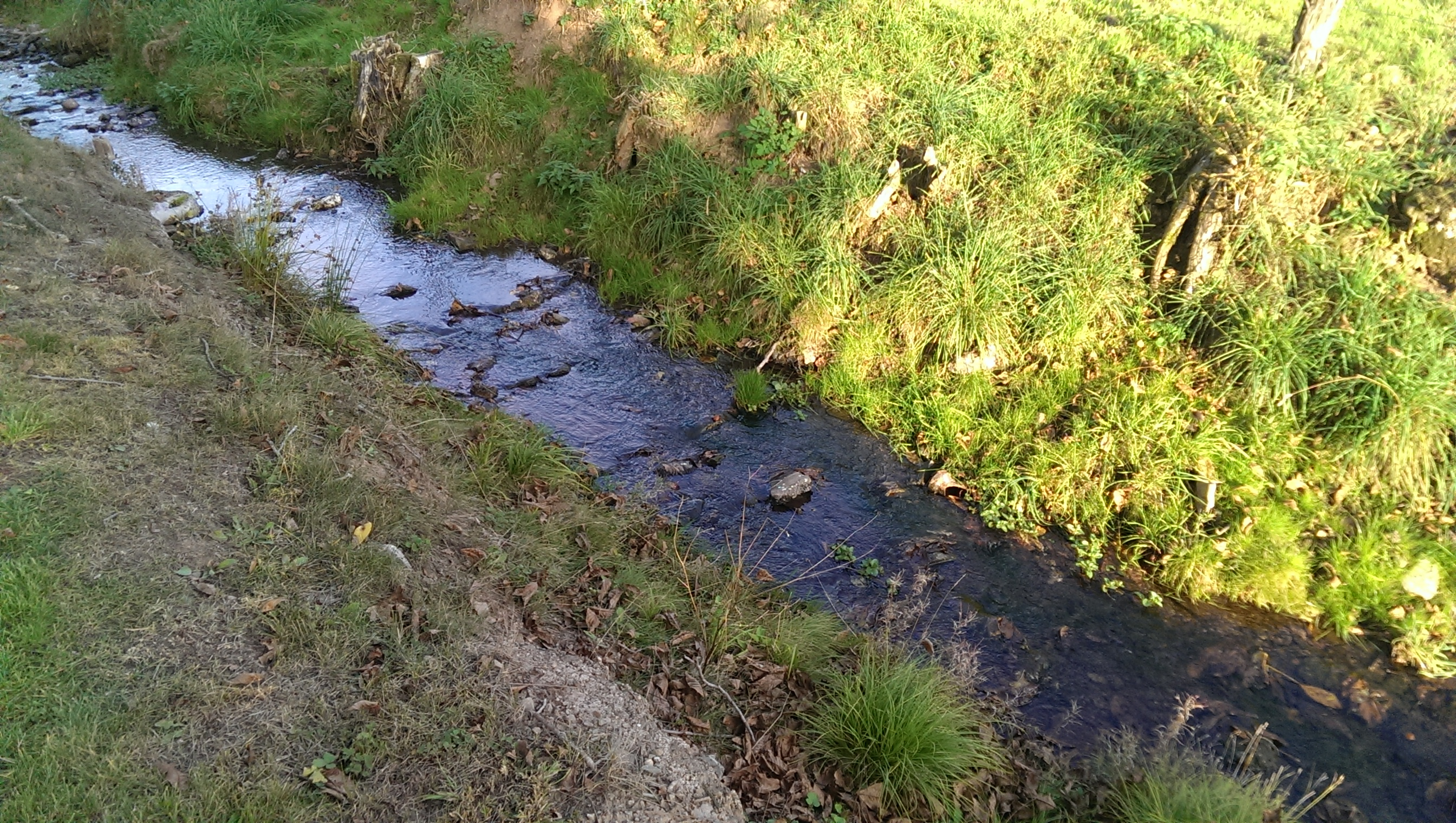
Wolfsbach an der Wolfsmühle bei Rodishain

Rodishain liegt nordöstlich der Stadt Nordhausen im äußersten Nordosten des Freistaates Thüringen, an der Grenze zu Stolberg (Harz) in Sachsen-Anhalt. Die Entfernung zum Stadtmittelpunkt von Nordhausen beträgt ungefähr 13 km. Die Flur ist kupiert und von den südlichen Ausläufern des Harzes umgeben. Durch die Ortschaft fließen der Ronnebach und der Wolfsbach. Die Kreisstraße 10 verbindet den Ortsteil verkehrsmäßig mit der Landesstraße 1037, die von Stempeda nach Rottleberode führt.

## Geschichte
Die erste urkundliche Erwähnung findet sich in einer Urkunde (Urkundenbuch Kloster Walkenried I, Nr. 112) aus dem Jahr 1221. Am 1. Dezember 2007 wurde Rodishain mit 283 Einwohnern nach Nordhausen eingemeindet.
Die Wirtschaft wird durch den Campingplatz mit Hotel Wolfsmühle touristisch belebt.

## Ortsbürgermeister
Ortsbürgermeisterin ist seit der Kommunalwahl 2019 die parteilose Susann Jäger. Sie wurde zuletzt 2024 mit 94 Prozent der Stimmen im Amt bestätigt.

## Kirche
Die Kirche St. Philippi und Jacobi stammt in ihrer heutigen Gestalt vom Anfang des 17. Jahrhunderts.